# La fidanzata del diavolo
La fidanzata del diavolo (La Fiancée du diable) è un film muto del 1916 diretto da Léonce Perret. Il film, interpretato da Paul Manson, René Cresté e Fabienne Fabrèges, fu prodotto dalla Société des Etablissements L. Gaumont.

## Produzione
Il film fu prodotto dalla Société des Etablissements L. Gaumont.

## Distribuzione
Uscì nelle sale francesi l'8 settembre 1916.